# Requiem (album Huntera)
Requiem – debiutancki album studyjny polskiej grupy muzycznej Hunter. Wydawnictwo ukazało się w grudniu 1995 roku nakładem wytwórni muzycznej Meridian Publishing. Zdecydowana większość utworów została wykonana w języku angielskim przez Pawła Grzegorczyka. Teksty w większości opowiadają o wojnie.
Materiał na płytę został nagrany w APN Studio Neustadt GmbH w Niemczech pomiędzy grudniem 1993 roku, a styczniem 1994, a następnie, w kwietniu 1994, został zmiksowany w Studio S-4 w Warszawie. W 2004 roku ukazało się wznowienie płyty nakładem wytwórni Mystic Production.

## Lista utworów
Opracowano na podstawie materiału źródłowego.
1. „Misery” – 05:58
2. „Blindman” – 03:29
3. „Introduction” – 01:26
4. „Screamin' Whispers” – 03:55
5. „Freedom” – 06:57
6. „Time of Hate” – 04:02
7. „No More Cry” – 03:11
8. „Żniwiarze umysłów” – 06:04
9. „Branded” – 02:51
10. „Post Scriptum” – 01:22
11. „Requiem” – 04:30
12. „War” – 02:49
13. „Amen” – 00:48
14. „Ultimate Silence” – 00:26
15. „Requiem (Polish Version)” – 07:04

## Twórcy
Opracowano na podstawie materiału źródłowego.

- Paweł Grzegorczyk „Drak” – śpiew, gitara, produkcja muzyczna, miksowanie
- Tomasz Goljaszewski „Fester” – gitara basowa
- Grzesiek Sławiński „Brooz” – perkusja
- Uli Hoffmann – inżynieria dźwięku
- Harald Karsai – inżynieria dźwięku
- Jan Olszewski – inżynieria dźwięku, produkcja muzyczna
- Robert Mościcki – produkcja muzyczna, miksowanie, mastering
- Grzegorz Piwkowski – remastering reedycji